# Gjermund Eggen
Pour les articles homonymes, voir Eggen.
Gjermund Eggen  est un fondeur norvégien, né le 5 juin 1941 à Engerdal et mort le 6 mai 2019 à Elverum.

## Carrière
Il est membre du club de ski d'Engerdal, sa ville natale.
En 1961, il devient champion de Norvège junior devant son frère jumeau Jo.
Eggen échoue à se qualifier pour les Jeux olympiques d'Innsbruck 1964, mais devient champion de Norvège du trente kilomètres.
En 1964, il finit aussi troisième du cinquante kilomètres de Holmenkollen, plus grande compétition annuelle de ski de fond à l'époque. Il est de nouveau troisième en 1968.
Il est triple champion du monde en 1966, sur le quinze kilomètres (devant deux Norvégiens), le cinquante kilomètres et le relais. Il est le premier fondeur à réaliser une telle performance depuis son compatriote Thorleif Haug aux Jeux olympiques 1924 et devient ainsi extremement populaire en Norvège.
Il prend part aussi aux Jeux olympiques d'hiver de 1968, mais se classe seulement 34e.
Il prolonge sa carrière dans les années 1970, gagnant notamment aux Jeux du ski de Lahti et ceux de Falun. Sa retraite sportive intervient en 1979, mais travaille déjà dans une usine de production de skis. Plus tard, il est actif en tant que fermier à Engerdal, spécifiquement dans l'industrie ovine.

## Palmarès

### Jeux olympiques
| Épreuve / Édition | Grenoble 1968 |
| 30 km             | 34e           |

### Championnats du monde

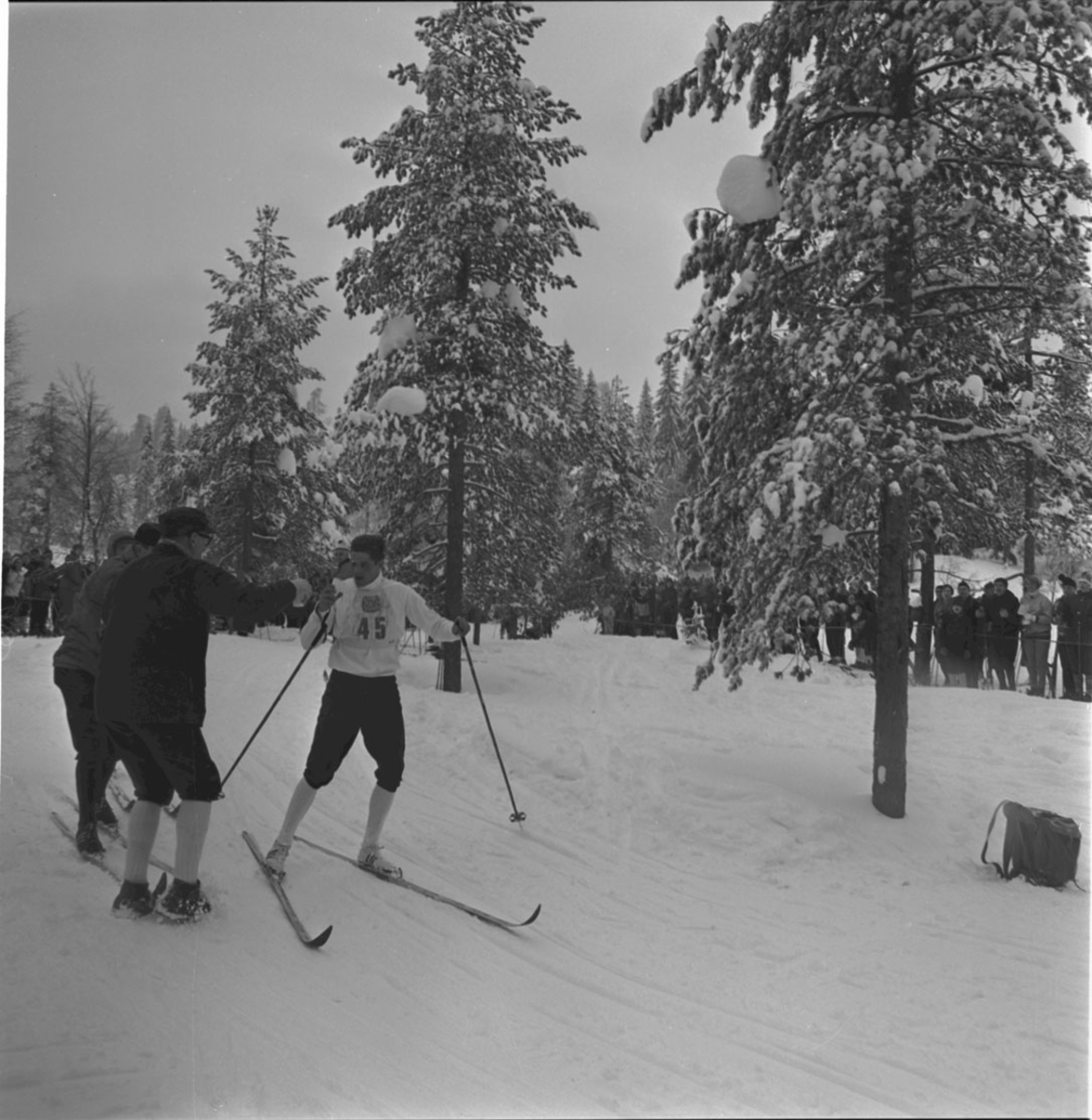
Gjermund Eggen aux Championnats du monde de ski nordique 1966 à Oslo (médailles d'or aux 15 km, aux 50 km et sur le relais dans ce championnat).

| Épreuve / Édition | Oslo 1966 |
| 15 km             | Or        |
| 30 km             | 16e       |
| 50 km             | Or        |
| Relais 4 × 10 km  | Or        |

## Distinctions
Il reçoit la Médaille d'or de l'Aftenposten et la Statuette Olaf (no) en 1966. Cette année, il est choisi comme sportif norvégien de l'année.
Pour ses performances générales, il est récompensé par la Médaille Holmenkollen en 1968.